# Wichita Wind
I Wichita Wind sono stati una squadra di hockey su ghiaccio della Central Hockey League con sede nella città di Wichita, nello Stato del Kansas. Nati nel 1980 si sono sciolti nel 1983, nel corso degli anni hanno giocato presso il Kansas Coliseum e sono stati affiliati alle franchigie degli Edmonton Oilers e dei New Jersey Devils.

## Storia
Gli Edmonton Oilers, entrati a far parte della National Hockey League da un anno, crearono un proprio farm team da far giocare nella Central Hockey League e così crearono i Wind riprendendo i colori e le divise adottate dagli Oilers.   Al termine della prima stagione, nonostante numerosi problemi di infortuni occorsi nel corso dell'anno, la squadra raggiunse subito le finali dell'Adams Cup ma venne sconfitta proprio nella decisiva Gara 7 dai Salt Lake Golden Eagles.
Un anno più tardi vinsero invece il titolo divisionale arrivando fino alla semifinale. Nel 1982 i Colorado Rockies si trasferirono e cambiarono identità diventando i New Jersey Devils, nuova formazione partner dei Wind per la stagione 1982-1983, tuttavia la stagione si concluse con il mancato accesso ai playoff. Quello stesso anno i dirigenti della squadra e i proprietari dell'arena non raggiunsero un accordo sul proseguimento della concessione della pista e la squadra fu costretta a cambiare città; i Wind andarono a Billings in Montana con il nuovo nome di Montana Magic.

### Affiliazioni
Nel corso della loro storia i Wichita Wind sono stati affiliati alle seguenti franchigie della National Hockey League:
- Edmonton Oilers: (1980-1982)
- New Jersey Devils: (1982-1983)

## Record stagione per stagione
| Stagione     | Division | Gare | V  | S  | P | Punti | GF  | GS  | Piazzamento | Play-off                                                                                        |
| ------------ | -------- | ---- | -- | -- | - | ----- | --- | --- | ----------- | ----------------------------------------------------------------------------------------------- |
| Wichita Wind |          |      |    |    |   |       |     |     |             |                                                                                                 |
| 1980-81      | CHL      | 80   | 32 | 45 | 3 | 97    | 307 | 346 | 6°          | vince 1º turno (Indianapolis) 3-2 vince semifinali (Dallas) 4-2 perde Adams Cup (Salt Lake) 3-4 |
| 1981-82      | South    | 80   | 44 | 33 | 3 | 91    | 343 | 289 | 1°          | vince 1º turno (Nashville) 3-0 perde semifinali (Indianapolis) 0-4                              |
| 1982-83      | CHL      | 80   | 29 | 48 | 3 | 61    | 286 | 346 | 6°          |                                                                                                 |

## Record della franchigia

### Singola stagione
Gol: 63  Tom Roulston (1980-81)
Assist: 60  Don Ashby (1980-81)
Punti: 107  Tom Roulston (1980-81)
Minuti di penalità: 247  John Blum (1981-82)

### Carriera
Gol: 85  Tom Roulston
Assist: 118  Mike Forbes
Punti: 157  Tom Roulston
Minuti di penalità: 535  Roy Sommer
Partite giocate: 229  Brad Knelson

## Palmarès

### Premi individuali
- Ken McKenzie Trophy: 1

Larry Floyd: 1982-1983
- Max McNab Trophy: 1

Don Murdoch: 1980-1981